# Soledad Becerril
María Soledad Becerril Bustamante, marquesa consorte de Salvatierra (Madrid, 16 de agosto de 1944), conocida como Soledad Becerril, es una política y profesora española. Militó en la Unión de Centro Democrático y actualmente forma parte del Partido Popular. En 1981 fue nombrada ministra de Cultura, convirtiéndose en la primera mujer en ocupar una cartera ministerial desde la Segunda República. En 1995 se convirtió en la primera mujer en ocupar la alcaldía de Sevilla. En 2012 fue la primera mujer en ocupar el cargo de defensora del Pueblo, puesto que asumió hasta el 21 de julio de 2017.

## Biografía
Hija de Enrique Becerril y Antón-Miralles y de su esposa, María Bustamante y Polo de Bernabé. Es la menor de cuatro hermanos.
Licenciada en Filosofía y Letras, especializada en filología inglesa por la Universidad de Madrid, completó sus estudios en la Universidad de Columbia. Fue profesora en la Universidad de Sevilla. Fundó en Sevilla la revista de información andaluza La Ilustración Regional, de la que fue consejera delegada. En 1974, ingresó en la Federación de Partidos Demócratas y Liberales, integrándose después en el Partido Demócrata de Andalucía que posteriormente se integró en la Unión de Centro Democrático. Fue elegida Diputada en las elecciones generales de 1977 y en la primera legislatura por la UCD. En la cuarta, quinta y sexta legislaturas fue elegida diputada en las filas del Partido Popular. Formó parte de la ponencia encargada de redactar el Estatuto de Autonomía de Andalucía.
Durante la primera legislatura fue nombrada por Leopoldo Calvo-Sotelo ministra de Cultura en diciembre de 1981, siendo la primera mujer que accedía al Consejo de Ministros desde la Segunda República, cuando lo fueron la anarquista Federica Montseny y, ya en el exilio, la republicana Victoria Kent. Permaneció en este cargo hasta diciembre de 1982, cuando tomó posesión el primer gobierno de Felipe González. 
Fue alcaldesa de Sevilla desde 1995 a 1999, siendo la primera (y la única hasta la fecha) en ocupar dicho cargo. En 2004 fue elegida senadora por la provincia de Sevilla y en 2008, diputada por la Circunscripción electoral de Sevilla.
El 29 de junio de 2012 fue designada para el cargo de defensora del Pueblo de España, siendo la primera mujer elegida para ocupar este puesto. En junio de 2017 anunció su renuncia tras cinco años en el cargo, que se hizo efectiva el 21 de julio.

## Cargos desempeñados
- Diputada por Sevilla en el Congreso de los Diputados (1977-1982).
- Ministra de Cultura de España (1981-1982).
- Diputada por Sevilla en el Congreso de los Diputados (1989-1996).
- Teniente de alcalde de Sevilla (1991-1995).
- Alcaldesa de Sevilla (1995-1999).
- Diputada por Sevilla en el Congreso de los Diputados (2000-2004).
- Vicepresidenta tercera del Congreso de los Diputados (2000-2004).
- Senadora por Sevilla (2004-2008).
- Diputada por Sevilla en el Congreso de los Diputados (2008-2011).
- Defensora del Pueblo de España (2012-2017).

## Distinciones honoríficas
Españolas
- Dama Gran Cruz de la Orden de Carlos III (02/12/1982).[3]
- Medalla de Oro de Andalucía (21/02/2006).[4]
- Dama Gran Cruz de la Orden de San Raimundo de Peñafort (16/06/2017).[5]
- Premio Manuel Clavero (23/05/2018).[6]

Extranjeras
- Gran Oficial de la Orden al Mérito de la República Italiana (República Italiana, 02/06/1999).[7]